# District de Hongcheon
Le district de Hongcheon est un district de la province du Gangwon, en Corée du Sud.